# Diaphorina venata
Diaphorina venata är en insektsart som beskrevs av Mathur 1975. Diaphorina venata ingår i släktet Diaphorina och familjen rundbladloppor. Inga underarter finns listade i Catalogue of Life.